# Анна Дорота Хшановська

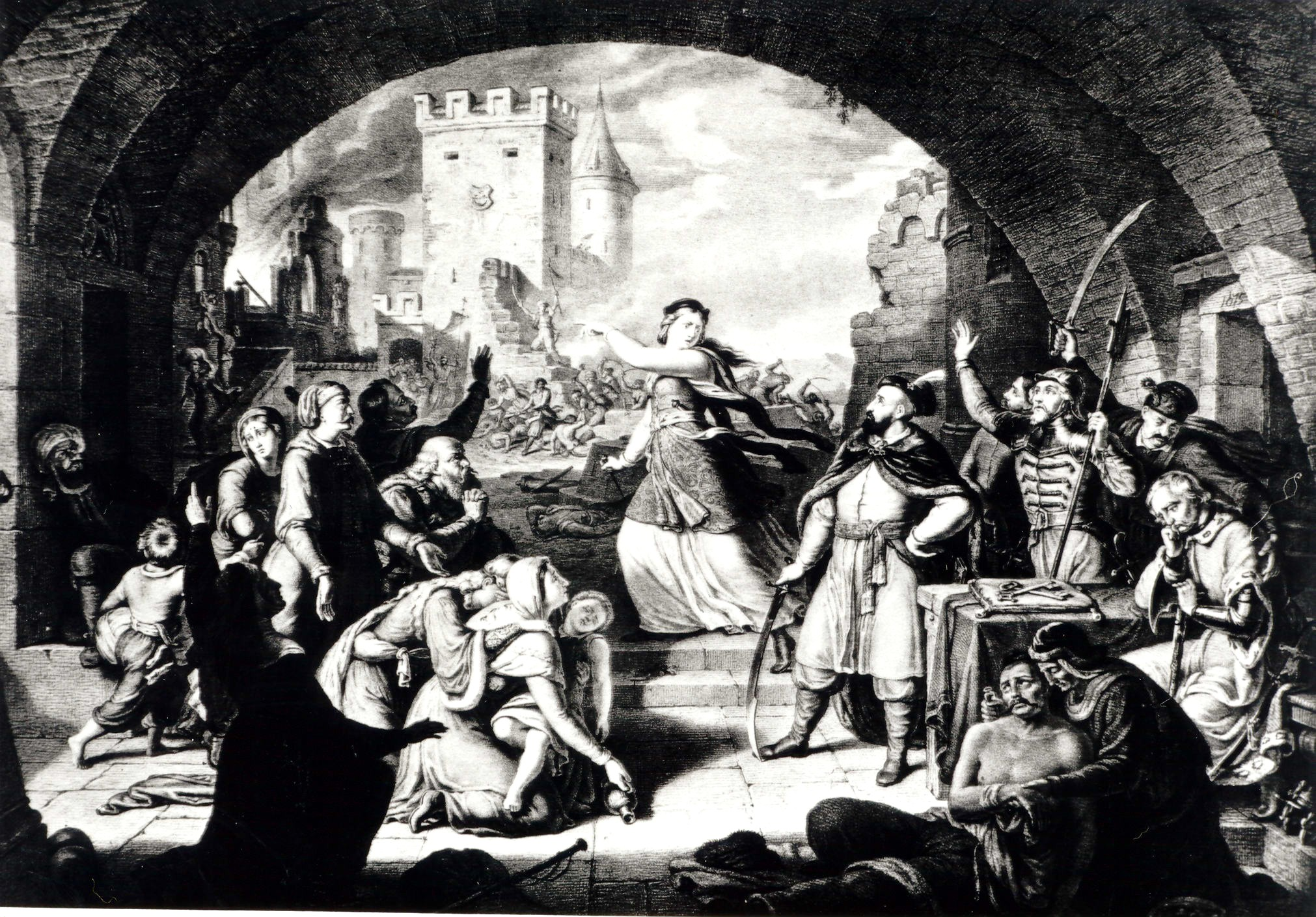

А́нна Доро́та Хшано́вська, уроджена фон Фрезен, німкеня (пом. не раніше 1675) — шляхтичка та воячка часів Речі Посполитої. Більше відома як Зофія Хшановська, яка відзначилася під час облоги Теребовлі турками і татарами в 1675 році.

## Із життєпису
Шляхта, яка сховалась у замку Теребовлі, почала думати про здачу туркам у полон. Почувши це, А. Д. Хшановська розповіла чоловікові, а той із палашем у руках змусив переляканих повернутись на їхні позиції. Після зневіри чоловіка сказала йому, що вб'є його й себе. За іншою версією, погрожувала підпалити порох, висадити замок у повітря у випадку капітуляції. Ймовірно, сама вела обложених на турецькі шанці. Наступні перекази з джерел подають її жінку із сильною індивідуальністю, енергійну, поривчасту. Невідомо, чому отримала ім'я Зофія.
За дослідженнями Александера Чоловського, походила з де Фрезенів (де Фрессен або Фрайзен). Її сучасник-дослідник Дюпон вважав Хшановську німкенею за походженням. 
Стала другою дружиною польського військовика Яна Самуеля Хшановського гербу Порай. 

## Вшанування

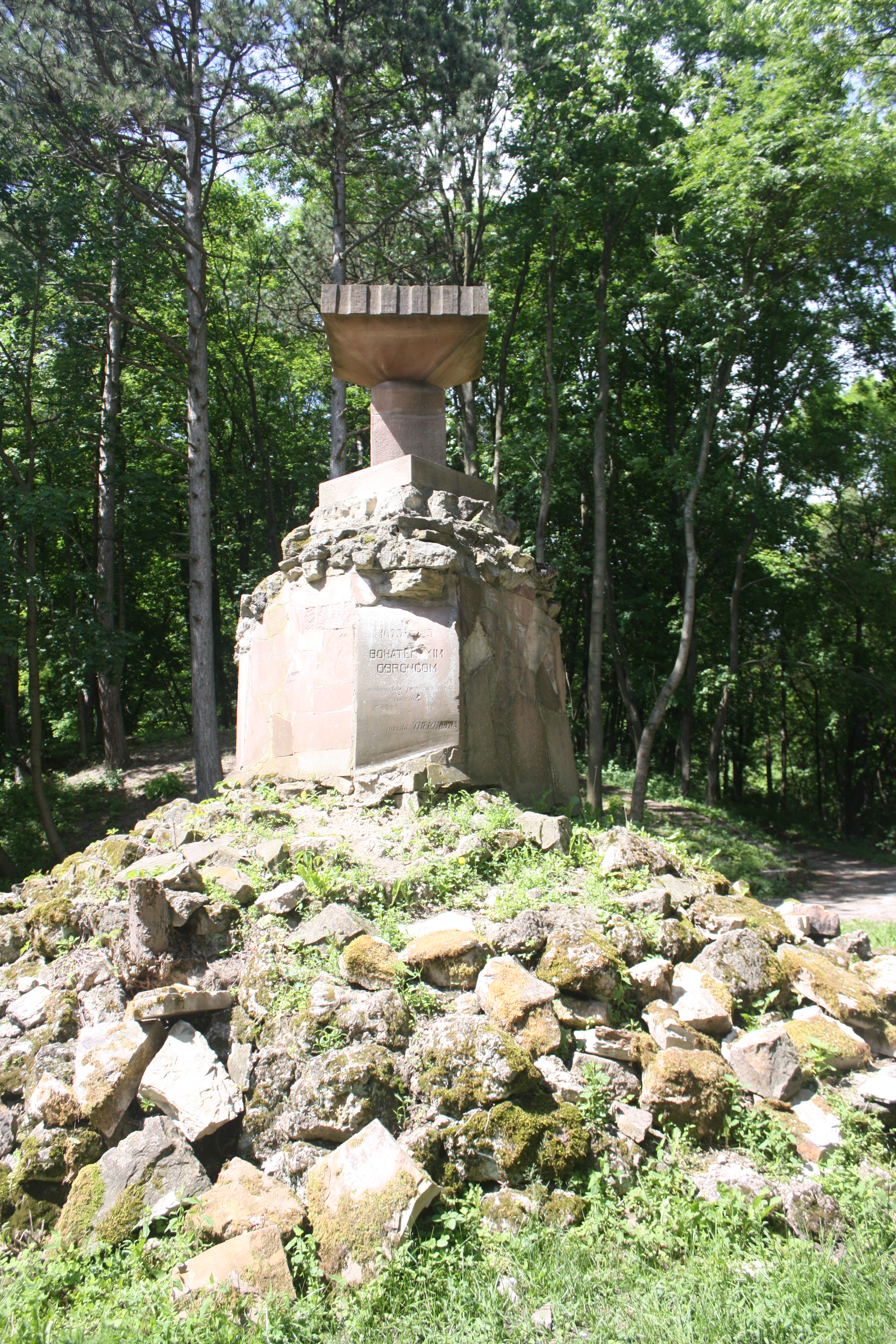
Пам'ятник, стан 2010

- Пам'ятник у  Теребовлі[1], остання згадка про нього — 1829 року. Згодом на тому ж місці було споруджено другий (скульптор — теребовлянець Я. Бохенек); був зруйнований 1944 року радянськими військами. У 1982 році відновлено пагорб, де він стояв, було вмуровано плиту, що залишилася не зруйнованою. Відкриття 3-го пам'ятника відбулося в липні 2012 року, його автор — Роман Вільгушинський[3].
- Вулиця у Львові (тепер Вербицького).